# DSBグループ潮見ビル
DSBグループ潮見ビル（ディーエスビーグループしおみビル）は、東京都江東区潮見に所在するオフィスビル。

## 沿革
三菱地所が設計・監理を担当、清水建設が施工を担当し、1995年4月に「潮見コヤマビル」として竣工。
1995年5月、内田洋行が東京地区に分散している本社以外の11カ所のオフィスを統合し、「内田洋行潮見オフィス」を開設。当時のビルのオーナーは新宿小山ビルで三菱地所のサブリース物件。
2008年2月、ドイツの投資ファンドであるユニオンインベストメントが約200億円でビルを取得。
2010年2月15日、内田洋行が新川オフィス・清澄オフィス等4拠点にオフィスを移転。その後、ビル名称は「潮見GATE SQUARE」に改称。
2014年夏には、だいこう証券ビジネスが東京に分散しているオフィスを集約するため本社を移転。後にビル名称を「DSBグループ潮見ビル」に変更。
2018年3月、清水建設が信託受益権を取得。既存テナント（一棟借り）の入居を継続したままリノベーション工事を実施し、同年9月にヒューリックに売却した。

## ロケ地としての使用
「踊る大捜査線」の湾岸警察署のロケ地(外観･エントランス)として使用されていたことで知られる（『踊る大捜査線 THE MOVIE3 ヤツらを解放せよ!』の冒頭シーンまで）。ちなみに内田洋行の本社ビルとして使用されていた当時1階ロビーには、湾岸署の模型が置かれていた。刑事課のシーンは、連ドラ初期の頃はフジテレビ本社屋のV4スタジオにて、以降は劇場版も含めて東宝スタジオにて撮影が行われた。

## アクセス
- 東日本旅客鉄道京葉線 潮見駅より徒歩3分